# Багалі Дабо
Багалі Дабо (фр. Bagaliy Dabo; 27 березня 1988, Кліші) — французький футболіст, півзахисник клубу «Ая-Напа».

## Клубна кар'єра
На професійному рівні дебютував у серпні 2014 в складі команди «Істр» в переможному матчі 4–2 проти Анже (Ліга 2).
29 червня 2016 перейшов до азербайджанського клубу «Габала» в складі якого відіграв два сезони, а з 17 червня 2018 захищає кольори столичної команди «Нефтчі» (Баку). У чемпіонаті сезону 2017—2018 став найкращим голеадором чемпіонату.
3 липня 2020 перейшов до кіпрського клубу «Аполлон» (Лімасол) уклавши дворічний контракт.
Влітку 2024 перейшов до кіпрського клубу «Ая-Напа».

## Статистика клубних виступів
Станом на 4 грудня 2022
| Команда           | Сезон             | Чемпіонат              | Чемпіонат | Чемпіонат | Національний кубок | Національний кубок | Континентальні кубки | Континентальні кубки | Інші змагання | Інші змагання | Усього | Усього |
| Команда           | Сезон             | Ліга                   | Ігор      | Голів     | Ігор               | Голів              | Ігор                 | Голів                | Ігор          | Голів         | Ігор   | Голів  |
| ----------------- | ----------------- | ---------------------- | --------- | --------- | ------------------ | ------------------ | -------------------- | -------------------- | ------------- | ------------- | ------ | ------ |
| «Кретей»          | 2011–12           | Національний чемпіонат | 20        | 5         | 3                  | 2                  |                      |                      | -             | -             | 23     | 7      |
| «Кретей»          | 2012–13           | Національний чемпіонат | 34        | 9         | 0                  | 0                  | 0                    | 0                    | -             | -             | 34     | 9      |
| «Кретей»          | Усього            | Усього                 | 54        | 14        | 3                  | 2                  | 0                    | 0                    | -             | -             | 57     | 16     |
| «Істр»            | 2013–14           | Ліга 2                 | 30        | 5         | 2                  | 0                  | 1                    | 0                    | -             | -             | 33     | 5      |
| «Істр»            | 2014–15           | Національний чемпіонат | 2         | 2         | 0                  | 0                  | 1                    | 0                    | -             | -             | 3      | 2      |
| «Істр»            | Усього            | Усього                 | 32        | 7         | 2                  | 0                  | 2                    | 0                    | -             | -             | 36     | 7      |
| «Кретей»          | 2014–15           | Ліга 2                 | 26        | 2         | 0                  | 0                  | 2                    | 0                    | -             | -             | 29     | 2      |
| «Кретей»          | 2015–16           | Ліга 2                 | 31        | 4         | 0                  | 0                  | 1                    | 0                    | -             | -             | 32     | 4      |
| «Кретей»          | Усього            | Усього                 | 57        | 6         | 1                  | 0                  | 3                    | 0                    | -             | -             | 61     | 6      |
| «Габала»          | 2016–17           | Прем'єр-ліга           | 16        | 7         | 2                  | 1                  | -                    | -                    | 11            | 3             | 29     | 11     |
| «Габала»          | 2017–18           | Прем'єр-ліга           | 27        | 13        | 4                  | 3                  | -                    | -                    | 2             | 0             | 33     | 16     |
| «Габала»          | Усього            | Усього                 | 43        | 20        | 6                  | 4                  | -                    | -                    | 13            | 3             | 62     | 27     |
| «Нефтчі» (Баку)   | 2018–19           | Прем'єр-ліга           | 26        | 14        | 2                  | 0                  | -                    | -                    | 2             | 2             | 30     | 16     |
| «Нефтчі» (Баку)   | 2019–20           | Прем'єр-ліга           | 15        | 7         | 2                  | 0                  | -                    | -                    | 2             | 0             | 19     | 7      |
| «Нефтчі» (Баку)   | Усього            | Усього                 | 41        | 21        | 4                  | 0                  | -                    | -                    | 4             | 2             | 49     | 23     |
| «Аполлон»         | 2020–21           | Перший дивізіон        | 25        | 6         | 0                  | 0                  | -                    | -                    | 3             | 3             | 28     | 9      |
| «Аполлон»         | 2021–22           | Перший дивізіон        | 20        | 8         | 2                  | 0                  | -                    | -                    | 2             | 0             | 24     | 8      |
| «Аполлон»         | 2022–23           | Перший дивізіон        | 7         | 0         | 1                  | 1                  | -                    | -                    | 5             | 0             | 13     | 1      |
| «Аполлон»         | Усього            | Усього                 | 57        | 15        | 3                  | 1                  | -                    | -                    | 10            | 3             | 70     | 19     |
| Усього за кар'єру | Усього за кар'єру | Усього за кар'єру      | 284       | 81        | 19                 | 7                  | 5                    | 0                    | 27            | 8             | 335    | 97     |

## Титули і досягнення
- Найкращий бомбардир Чемпіонату Азербайджану (2):

«Нефтчі» (Баку): 2017-18, 2019-20
- Чемпіон Кіпру (1):

«Аполлон»: 2021-22
- Володар Суперкубка Кіпру (1):

«Аполлон»: 2022